# Gare de Verdun
Gare de Verdun vasútállomás Franciaországban, Verdun településen.

## Vasútvonalak
Az állomást az alábbi vasútvonalak érintik:
- Saint-Hilaire-au-Temple-Hagondange-vasútvonal
- Ligne de Lérouville à Pont-Maugis

## Kapcsolódó állomások
A vasútállomáshoz az alábbi állomások vannak a legközelebb:
- Gare d’Étain